# 對加薩市巴勒斯坦避難者的襲擊
對加薩市巴勒斯坦避難者的襲擊是以色列空军于2023年10月13日於加薩走廊加薩市发起的袭击。以色列对数十名出城避難的巴勒斯坦平民进行了多次空袭，这些平民在连续数十次袭击后被迫离开加沙城北部。 这些袭击造成至少 70 名巴勒斯坦人死亡，其中大多数是妇女和儿童，此外还有数十人受伤。这次爆炸恰逢以色列指示撤离加沙地带北部。